# Edward Irving
Edward Irving, född den 4 augusti 1792 i Annan i Skottland, död den 7 december 1834 i Glasgow, var en skotsk präst, en av grundläggarna av irvingianernas frikyrka, den så kallade katolsk-apostoliska kyrkan.

## Biografi
Irving studerade vid universitetet i Edinburgh och erhöll 1822 anställning som predikant vid skotska presbyterianska kyrkan i London. Där tilldrog han sig snart allmän uppmärksamhet genom sina kraftfulla och fantasirika predikningar. Av naturen böjd för apokalyptiska intressen - något som vid tiden närmast efter Napoleonkrigen och de stora politiska välvningarna låg liksom i luften och i England särskilt sammanhängde med den evangeliska väckelsen - kom han snart till den övertygelsen, att hela den kyrkliga utvecklingen vore ett avfall från kristendomen och att den apostoliska kyrkans nådegåvor (karismer) kunde och borde genom bön och tro förnyas; i synnerhet framkom också bland hans krets av vänner åtminstone "tungotalandets" gåva; exalterade svärmiska sammankomster hölls.
Irving kom även till den åsikten att Kristi mänskliga natur haft arvsynd, men genom den gudomliga naturens kraft övervunnit den. För allt detta avsattes Irving från sitt ämbete 1832 och exkommunicerades av skotska generalsynoden. Ansedda vänner från skotska episkopalkyrkan, bland dem den rike bankiren, senare "aposteln" Henry Drummond, tog sig honom an och gav honom medel att bilda egen församling, vars viktigaste egendomlighet blev, att de apostoliska ämbetena där skulle förnyas. Irving, som själv sörjde över, att hans namn skulle ges åt det av Herren påbörjade verket, dog snart, nästan glömd; men inspirerade profeter utvalde 12 apostlar som den nya kyrkans högste ledare, vilka enligt Efesierbrevet 4:4 invigde evangelister och herdar; dessa sistnämnda blev föreståndare för var sin lokalförsamling med sex äldste och sex diakoner under sig (klerus i varje församling var alltså tretton personer = Kristus och hans tolv lärjungar).